# Hormilleja
Hormilleja település Spanyolországban, La Rioja autonóm közösségben. Hormilleja Nájera, San Asensio, Uruñuela és Torremontalbo községekkel határos. Lakosainak száma 135 fő (2024).

## Népesség
A település népessége az elmúlt években az alábbi módon változott:
| Lakosok száma | 173  | 168  | 170  | 173  | 162  | 155  | 141  | 133  | 132  | 135  |
|               | 2001 | 2004 | 2007 | 2009 | 2012 | 2014 | 2017 | 2019 | 2022 | 2024 |